# Eleições presidenciais portuguesas de 2001 no distrito do Porto
| Eleições presidenciais portuguesas de 2001 Distritos: Aveiro \| Beja \| Braga \| Bragança \| Castelo Branco \| Coimbra \| Évora \| Faro \| Guarda \| Leiria \| Lisboa \| Portalegre \| Porto \| Santarém \| Setúbal \| Viana do Castelo \| Vila Real \| Viseu \| Açores \| Madeira \| Estrangeiro |

## Resultados por Concelho
Os resultados nos concelhos do Distrito do Porto foram os seguintes:

### Amarante
| Candidato               | Candidato                  | Votos  | %               |
| ----------------------- | -------------------------- | ------ | --------------- |
|                         | Jorge Sampaio              | 13 693 | 59,56 / 100,00  |
|                         | Joaquim Ferreira do Amaral | 7 875  | 34,25 / 100,00  |
|                         | Fernando Rosas             | 715    | 3,11 / 100,00   |
|                         | António Abreu              | 426    | 1,85 / 100,00   |
|                         | António Garcia Pereira     | 282    | 1,23 / 100,00   |
| Votos Inválidos         | Votos Inválidos            | 422    | 1,80 / 100,00   |
| Total                   | Total                      | 23 413 | 100,00 / 100,00 |
| Eleitorado/Participação | Eleitorado/Participação    | 47 669 | 49,12 / 100,00  |

### Baião
| Candidato               | Candidato                  | Votos  | %               |
| ----------------------- | -------------------------- | ------ | --------------- |
|                         | Jorge Sampaio              | 5 295  | 63,23 / 100,00  |
|                         | Joaquim Ferreira do Amaral | 2 661  | 31,78 / 100,00  |
|                         | Fernando Rosas             | 202    | 2,41 / 100,00   |
|                         | António Abreu              | 140    | 1,67 / 100,00   |
|                         | António Garcia Pereira     | 76     | 0,91 / 100,00   |
| Votos Inválidos         | Votos Inválidos            | 111    | 1,31 / 100,00   |
| Total                   | Total                      | 8 485  | 100,00 / 100,00 |
| Eleitorado/Participação | Eleitorado/Participação    | 18 787 | 45,16 / 100,00  |

### Felgueiras
| Candidato               | Candidato                  | Votos  | %               |
| ----------------------- | -------------------------- | ------ | --------------- |
|                         | Jorge Sampaio              | 12 863 | 57,71 / 100,00  |
|                         | Joaquim Ferreira do Amaral | 8 215  | 36,86 / 100,00  |
|                         | Fernando Rosas             | 470    | 2,11 / 100,00   |
|                         | António Abreu              | 444    | 1,99 / 100,00   |
|                         | António Garcia Pereira     | 296    | 1,33 / 100,00   |
| Votos Inválidos         | Votos Inválidos            | 375    | 1,65 / 100,00   |
| Total                   | Total                      | 22 663 | 100,00 / 100,00 |
| Eleitorado/Participação | Eleitorado/Participação    | 42 580 | 53,22 / 100,00  |

### Gondomar
| Candidato               | Candidato                  | Votos   | %               |
| ----------------------- | -------------------------- | ------- | --------------- |
|                         | Jorge Sampaio              | 40 972  | 59,75 / 100,00  |
|                         | Joaquim Ferreira do Amaral | 21 598  | 31,50 / 100,00  |
|                         | António Abreu              | 3 203   | 4,67 / 100,00   |
|                         | Fernando Rosas             | 1 830   | 2,67 / 100,00   |
|                         | António Garcia Pereira     | 966     | 1,41 / 100,00   |
| Votos Inválidos         | Votos Inválidos            | 2 166   | 3,06 / 100,00   |
| Total                   | Total                      | 70 735  | 100,00 / 100,00 |
| Eleitorado/Participação | Eleitorado/Participação    | 130 111 | 54,37 / 100,00  |

### Lousada
| Candidato               | Candidato                  | Votos  | %               |
| ----------------------- | -------------------------- | ------ | --------------- |
|                         | Jorge Sampaio              | 9 543  | 58,81 / 100,00  |
|                         | Joaquim Ferreira do Amaral | 5 820  | 35,87 / 100,00  |
|                         | António Abreu              | 356    | 2,19 / 100,00   |
|                         | Fernando Rosas             | 349    | 2,15 / 100,00   |
|                         | António Garcia Pereira     | 158    | 0,97 / 100,00   |
| Votos Inválidos         | Votos Inválidos            | 252    | 1,53 / 100,00   |
| Total                   | Total                      | 16 478 | 100,00 / 100,00 |
| Eleitorado/Participação | Eleitorado/Participação    | 30 807 | 53,49 / 100,00  |

### Maia
| Candidato               | Candidato                  | Votos  | %               |
| ----------------------- | -------------------------- | ------ | --------------- |
|                         | Jorge Sampaio              | 29 386 | 59,17 / 100,00  |
|                         | Joaquim Ferreira do Amaral | 16 518 | 33,26 / 100,00  |
|                         | António Abreu              | 1 542  | 3,10 / 100,00   |
|                         | Fernando Rosas             | 1 472  | 2,96 / 100,00   |
|                         | António Garcia Pereira     | 749    | 1,51 / 100,00   |
| Votos Inválidos         | Votos Inválidos            | 1 575  | 3,07 / 100,00   |
| Total                   | Total                      | 51 242 | 100,00 / 100,00 |
| Eleitorado/Participação | Eleitorado/Participação    | 89 857 | 57,03 / 100,00  |

### Marco de Canaveses
| Candidato               | Candidato                  | Votos  | %               |
| ----------------------- | -------------------------- | ------ | --------------- |
|                         | Jorge Sampaio              | 9 923  | 54,91 / 100,00  |
|                         | Joaquim Ferreira do Amaral | 7 271  | 40,23 / 100,00  |
|                         | Fernando Rosas             | 377    | 2,09 / 100,00   |
|                         | António Abreu              | 298    | 1,65 / 100,00   |
|                         | António Garcia Pereira     | 204    | 1,13 / 100,00   |
| Votos Inválidos         | Votos Inválidos            | 299    | 1,63 / 100,00   |
| Total                   | Total                      | 18 372 | 100,00 / 100,00 |
| Eleitorado/Participação | Eleitorado/Participação    | 38 691 | 47,48 / 100,00  |

### Matosinhos
| Candidato               | Candidato                  | Votos   | %               |
| ----------------------- | -------------------------- | ------- | --------------- |
|                         | Jorge Sampaio              | 44 143  | 63,47 / 100,00  |
|                         | Joaquim Ferreira do Amaral | 19 459  | 27,98 / 100,00  |
|                         | António Abreu              | 2 835   | 4,08 / 100,00   |
|                         | Fernando Rosas             | 2 085   | 3,00 / 100,00   |
|                         | António Garcia Pereira     | 1 022   | 1,47 / 100,00   |
| Votos Inválidos         | Votos Inválidos            | 2 073   | 2,90 / 100,00   |
| Total                   | Total                      | 71 617  | 100,00 / 100,00 |
| Eleitorado/Participação | Eleitorado/Participação    | 133 168 | 53,78 / 100,00  |

### Paços de Ferreira
| Candidato               | Candidato                  | Votos  | %               |
| ----------------------- | -------------------------- | ------ | --------------- |
|                         | Jorge Sampaio              | 10 566 | 51,87 / 100,00  |
|                         | Joaquim Ferreira do Amaral | 8 925  | 43,81 / 100,00  |
|                         | António Abreu              | 382    | 1,88 / 100,00   |
|                         | Fernando Rosas             | 312    | 1,53 / 100,00   |
|                         | António Garcia Pereira     | 186    | 0,91 / 100,00   |
| Votos Inválidos         | Votos Inválidos            | 372    | 1,80 / 100,00   |
| Total                   | Total                      | 20 743 | 100,00 / 100,00 |
| Eleitorado/Participação | Eleitorado/Participação    | 38 008 | 54,58 / 100,00  |

### Paredes
| Candidato               | Candidato                  | Votos  | %               |
| ----------------------- | -------------------------- | ------ | --------------- |
|                         | Jorge Sampaio              | 17 467 | 51,82 / 100,00  |
|                         | Joaquim Ferreira do Amaral | 14 572 | 43,24 / 100,00  |
|                         | António Abreu              | 649    | 1,93 / 100,00   |
|                         | Fernando Rosas             | 644    | 1,91 / 100,00   |
|                         | António Garcia Pereira     | 372    | 1,10 / 100,00   |
| Votos Inválidos         | Votos Inválidos            | 838    | 2,43 / 100,00   |
| Total                   | Total                      | 34 542 | 100,00 / 100,00 |
| Eleitorado/Participação | Eleitorado/Participação    | 61 341 | 56,31 / 100,00  |

### Penafiel
| Candidato               | Candidato                  | Votos  | %               |
| ----------------------- | -------------------------- | ------ | --------------- |
|                         | Jorge Sampaio              | 17 133 | 57,57 / 100,00  |
|                         | Joaquim Ferreira do Amaral | 10 672 | 35,86 / 100,00  |
|                         | António Abreu              | 804    | 2,70 / 100,00   |
|                         | Fernando Rosas             | 773    | 2,60 / 100,00   |
|                         | António Garcia Pereira     | 378    | 1,27 / 100,00   |
| Votos Inválidos         | Votos Inválidos            | 655    | 2,26 / 100,00   |
| Total                   | Total                      | 30 415 | 100,00 / 100,00 |
| Eleitorado/Participação | Eleitorado/Participação    | 54 321 | 55,99 / 100,00  |

### Porto
| Candidato               | Candidato                  | Votos   | %               |
| ----------------------- | -------------------------- | ------- | --------------- |
|                         | Jorge Sampaio              | 66 730  | 54,42 / 100,00  |
|                         | Joaquim Ferreira do Amaral | 43 978  | 35,86 / 100,00  |
|                         | António Abreu              | 5 972   | 4,87 / 100,00   |
|                         | Fernando Rosas             | 3 997   | 3,26 / 100,00   |
|                         | António Garcia Pereira     | 1 946   | 1,59 / 100,00   |
| Votos Inválidos         | Votos Inválidos            | 4 354   | 3,43 / 100,00   |
| Total                   | Total                      | 126 977 | 100,00 / 100,00 |
| Eleitorado/Participação | Eleitorado/Participação    | 254 801 | 49,83 / 100,00  |

### Póvoa de Varzim
| Candidato               | Candidato                  | Votos  | %               |
| ----------------------- | -------------------------- | ------ | --------------- |
|                         | Jorge Sampaio              | 11 389 | 47,82 / 100,00  |
|                         | Joaquim Ferreira do Amaral | 11 031 | 46,32 / 100,00  |
|                         | António Abreu              | 544    | 2,28 / 100,00   |
|                         | Fernando Rosas             | 508    | 2,13 / 100,00   |
|                         | António Garcia Pereira     | 343    | 1,44 / 100,00   |
| Votos Inválidos         | Votos Inválidos            | 585    | 2,40 / 100,00   |
| Total                   | Total                      | 24 400 | 100,00 / 100,00 |
| Eleitorado/Participação | Eleitorado/Participação    | 50 254 | 48,55 / 100,00  |

### Santo Tirso
| Candidato               | Candidato                  | Votos  | %               |
| ----------------------- | -------------------------- | ------ | --------------- |
|                         | Jorge Sampaio              | 20 191 | 62,24 / 100,00  |
|                         | Joaquim Ferreira do Amaral | 10 232 | 31,54 / 100,00  |
|                         | António Abreu              | 877    | 2,70 / 100,00   |
|                         | Fernando Rosas             | 804    | 2,48 / 100,00   |
|                         | António Garcia Pereira     | 338    | 1,04 / 100,00   |
| Votos Inválidos         | Votos Inválidos            | 638    | 1,92 / 100,00   |
| Total                   | Total                      | 33 080 | 100,00 / 100,00 |
| Eleitorado/Participação | Eleitorado/Participação    | 60 072 | 55,07 / 100,00  |

### Trofa
| Candidato               | Candidato                  | Votos  | %               |
| ----------------------- | -------------------------- | ------ | --------------- |
|                         | Jorge Sampaio              | 8 334  | 51,55 / 100,00  |
|                         | Joaquim Ferreira do Amaral | 6 997  | 43,28 / 100,00  |
|                         | António Abreu              | 339    | 2,10 / 100,00   |
|                         | Fernando Rosas             | 337    | 2,08 / 100,00   |
|                         | António Garcia Pereira     | 160    | 0,99 / 100,00   |
| Votos Inválidos         | Votos Inválidos            | 387    | 2,34 / 100,00   |
| Total                   | Total                      | 16 554 | 100,00 / 100,00 |
| Eleitorado/Participação | Eleitorado/Participação    | 29 267 | 56,56 / 100,00  |

### Valongo
| Candidato               | Candidato                  | Votos  | %               |
| ----------------------- | -------------------------- | ------ | --------------- |
|                         | Jorge Sampaio              | 21 661 | 60,33 / 100,00  |
|                         | Joaquim Ferreira do Amaral | 11 462 | 31,92 / 100,00  |
|                         | António Abreu              | 1 453  | 3,99 / 100,00   |
|                         | Fernando Rosas             | 859    | 2,39 / 100,00   |
|                         | António Garcia Pereira     | 488    | 1,36 / 100,00   |
| Votos Inválidos         | Votos Inválidos            | 1 150  | 3,10 / 100,00   |
| Total                   | Total                      | 37 053 | 100,00 / 100,00 |
| Eleitorado/Participação | Eleitorado/Participação    | 67 654 | 54,77 / 100,00  |

### Vila do Conde
| Candidato               | Candidato                  | Votos  | %               |
| ----------------------- | -------------------------- | ------ | --------------- |
|                         | Jorge Sampaio              | 18 273 | 58,36 / 100,00  |
|                         | Joaquim Ferreira do Amaral | 10 956 | 34,99 / 100,00  |
|                         | António Abreu              | 847    | 2,71 / 100,00   |
|                         | Fernando Rosas             | 833    | 2,66 / 100,00   |
|                         | António Garcia Pereira     | 400    | 1,28 / 100,00   |
| Votos Inválidos         | Votos Inválidos            | 770    | 2,40 / 100,00   |
| Total                   | Total                      | 32 079 | 100,00 / 100,00 |
| Eleitorado/Participação | Eleitorado/Participação    | 58 861 | 54,50 / 100,00  |

### Vila Nova de Gaia
| Candidato               | Candidato                  | Votos   | %               |
| ----------------------- | -------------------------- | ------- | --------------- |
|                         | Jorge Sampaio              | 71 236  | 59,81 / 100,00  |
|                         | Joaquim Ferreira do Amaral | 38 733  | 32,82 / 100,00  |
|                         | António Abreu              | 4 342   | 3,65 / 100,00   |
|                         | Fernando Rosas             | 3 081   | 2,59 / 100,00   |
|                         | António Garcia Pereira     | 1 708   | 1,43 / 100,00   |
| Votos Inválidos         | Votos Inválidos            | 3 433   | 2,80 / 100,00   |
| Total                   | Total                      | 122 533 | 100,00 / 100,00 |
| Eleitorado/Participação | Eleitorado/Participação    | 226 832 | 54,02 / 100,00  |